# Ammasso stellare

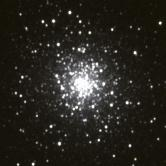
L'ammasso globulare M92

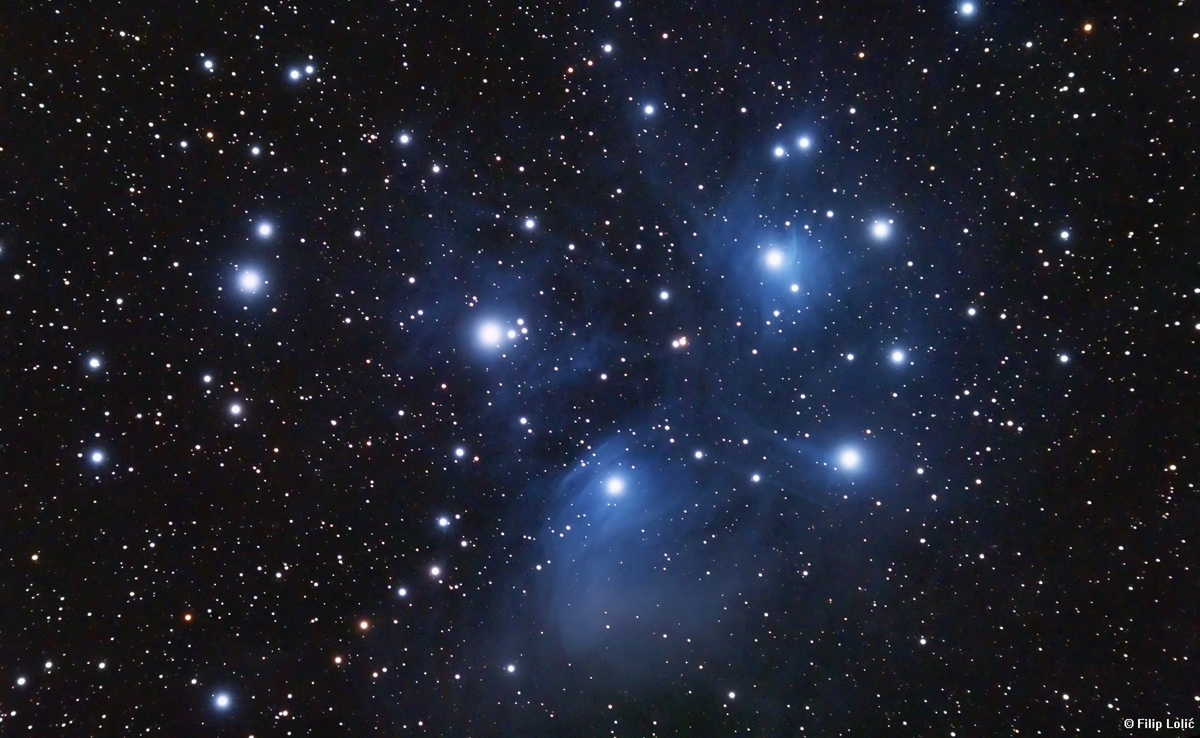
Le Pleiadi, l'esempio più noto di ammasso aperto

In astronomia, un ammasso stellare è un gruppo di stelle molto denso. In generale le stelle nascono in gruppi che, inizialmente legati gravitazionalmente, giungono col tempo a disgregarsi. Essendo nate dalla stessa nebulosa hanno le stesse composizioni chimiche
Vi sono due tipi principali di ammasso:
- gli ammassi globulari, gruppi stellari densissimi formati da centinaia di migliaia di stelle molto vecchie.
- gli ammassi aperti, contengono migliaia di stelle giovani. Sono così chiamate perché non hanno alcuna struttura particolare.

Sono poi considerate ammassi anche le associazioni OB, gruppi praticamente appena nati di stelle molto calde.
 Si pensa che gli ammassi globulari si siano formati tutti nella stessa epoca, in contemporanea alla formazione della nostra galassia, la Via Lattea. Gli ammassi aperti si formano invece ancora al giorno d'oggi, ogni qualvolta una nebulosa di gas raggiunge una massa ed una densità critiche. Sono in genere molto brillanti perché contengono molte stelle giovani ad alta temperatura, come le Pleiadi, uno degli ammassi aperti più vicini a noi. Le diverse caratteristiche dei due tipi di ammasso sono analizzate in dettaglio nei rispettivi articoli.